# هيديكي شيميزو
هيديكي شيميزو (باليابانية: 清水 秀彦) (4 نوفمبر 1954 في طوكيو في اليابان – )؛ هو لاعب كرة قدم ياباني سابق كان يلعب كلاعب وسط.

## وصلات خارجية
- J.League Data Site (باليابانية)